# Grai (Gemeinde Glödnitz)
Grai, früher auch Gray, ist eine Ortschaft in der Gemeinde Glödnitz im Bezirk Sankt Veit an der Glan in Kärnten. Die Ortschaft hat 11 Einwohner (Stand 1. Jänner 2024). Die meisten der Häuser sind nicht mehr dauernd bewohnt; teils werden sie als Ferienquartiere genutzt.

## Lage
Grai liegt in der Katastralgemeinde Glödnitz, an den Hängen des vom Graibach durchflossenen Tals, das sich von Weißberg nach Nordosten hinauf zum Mödringberg zieht.
Zur Ortschaft gehören die Häuser Herrentaler (Herrnthallerhube, Nr. 1 und 15), Nebothhube (Nebeth, Nr. 2 und 4), Feistritzerhube (Nr. 3), Eselbauerhube (Nr. 6), Untere Prititschhube (Nr. 8), Mittlere Prititschhube (Nr. 9) und Lercherhube (Nr. 10). Die im Franziszeischen Kataster noch verzeichneten Obere Prititschhube, Mayer, Obere Grabenkeusche, Veithube und Wulznig existieren nicht mehr.

## Geschichte
Der Ortsname leitet sich vom slowenischen kraj (= Ort, Ende, Winkel) ab.
Bei Gründung der Ortsgemeinden Mitte des 19. Jahrhunderts kam Grai an die Gemeinde Glödnitz.
Beim Brand einer Hütte in der Nähe der Herrnthallerhube starben im Dezember 1866 drei Kinder.
Bei der Kärntner Gemeindestrukturreform von 1973 kam der der Ort an die damals neu errichtete Gemeinde Weitensfeld-Flattnitz, seit deren Auflösung 1991 gehört die Ortschaft wieder zur Gemeinde Glödnitz.

## Bevölkerungsentwicklung
Für die Ortschaft ermittelte man folgende Einwohnerzahlen:
- 1869: 12 Häuser, 52 Einwohner[3]
- 1880: 13 Häuser, 49 Einwohner[4]
- 1890: 13 Häuser, 23 Einwohner[5]
- 1900: 13 Häuser, 36 Einwohner[6]
- 1910: 12 Häuser, 11 Einwohner[7]
- 1923: 12 Häuser, 27 Einwohner[8]
- 1934: 56 Einwohner[9]
- 1961: 9 Häuser, 23 Einwohner[10]
- 2001: 8 Gebäude (davon 1 mit Hauptwohnsitz) mit 7 Wohnungen; 9 Einwohner und 1 Nebenwohnsitzfall; 1 Haushalt; 0 Arbeitsstätten, 3 land- und forstwirtschaftliche Betriebe[11]
- 2011: 8 Gebäude, 12 Einwohner, 1 Haushalt, 1 Arbeitsstätte[12]
- 2021: 7 Gebäude, 11 Einwohner, 1 Haushalt, 2 Arbeitsstätten[13]